# Yuhan Tan
Yuhan Nathanael Tan (Bilzen, 21 april 1987) is een Belgisch voormalig badmintonner met Indonesische roots.

## Levensloop
Tan groeide op in een gezin met een Indonesische vader en een Belgische moeder. Hij begon op zevenjarige leeftijd met badminton, ook beoefende hij voetbal, gymnastiek en karate. In het badminton werd hij elfmaal Belgisch kampioen (2006, 2008-2010, 2012-2017 en 2019). Daarnaast nam hij in 2015 deel aan de Europese Spelen te Bakoe, alwaar hij werd uitgeschakeld in de kwartfinales. Hij verloor er in twee sets van de Litouwer Kestutis Navickas. Zijn beste prestatie op een EK boekte hij 2016 te La Roche-sur-Yon toen hij de kwartfinales bereikte. Hij werd er uitgeschakeld door de Duitser Marc Zwiebler.
Hij vertegenwoordigde België tweemaal op de Olympische Zomerspelen, met name in 2012 te Londen en 2016 te Rio de Janeiro. In 2012 werd hij er 33e in de eindrangschikking en in 2016 veertiende. Ook in 2008 voldeed hij aan de internationale norm voor deelname aan de Olympische Zomerspelen, maar niet aan de (hogere) normen van het BOIC. 
Tan studeerde geneeskunde aan de Universiteit Maastricht. Van beroep is hij orthopedisch chirurg in Noorderhart in Pelt. In 2013 werd hij verkozen als lid van de atletencommissie van de Badminton World Federation (BWF). Sinds 2017 is hij daarnaast voorzitter van de atletencommissie van het BOIC en sinds 2023 zetelt hij tevens in de atletencommissie van het WADA. Zijn jongere zus Lianne is eveneens actief in het badminton.

## Palmares

### 2019
- Belgisch kampioenschap enkelspel

### 2017
- Belgisch kampioenschap enkelspel

### 2016
- Belgisch kampioenschap enkelspel
- 5e plaats Europees kampioenschap
- 14e plaats Olympische Zomerspelen 2016

### 2015
- Belgisch kampioenschap enkelspel
- 5e plaats Europese Spelen
- Turkey International
- USA International

### 2014
- Belgisch kampioenschap enkelspel
- 17e plaats wereldkampioenschap
- 9e plaats Europees kampioenschap

### 2013
- Belgisch kampioenschap enkelspel
- Turkey International

### 2012
- Belgisch kampioenschap enkelspel
- Austria Challenge[19]
- 33e plaats Olympische Zomerspelen 2012

### 2011
- Canada International
- Brazil International[20]
- Norway International

### 2010
- Belgisch kampioenschap enkelspel

### 2009
- Belgisch kampioenschap enkelspel

### 2008
- Belgisch kampioenschap enkelspel

### 2006
- Belgisch kampioenschap enkelspel